# Cassagnes-Bégonhès
Pour les articles homonymes, voir Cassagnes.
Cassagnes-Bégonhès est une commune française, située dans le département de l'Aveyron, en région Occitanie.

## Géographie

### Localisation et communes limitrophes
La commune de Cassagnes-Bégonhès se trouve au centre-ouest  du département de l'Aveyron, dans la petite région agricole du Ségala.
Elle se situe à 27 km par la route de Rodez, préfecture du département, à 69 km de Villefranche-de-Rouergue, sous-préfecture, et à 20 km de Réquista, bureau centralisateur du canton des Monts du Réquistanais dont dépend la commune depuis 2015. La commune fait en outre partie du bassin de vie de Réquista.
Les communes les plus proches sont, : 
Salmiech (3,5 km), Auriac-Lagast (4,7 km), Sainte-Juliette-sur-Viaur (5,1 km), Rullac-Saint-Cirq (5,4 km), La Selve (6,3 km), Comps-la-Grand-Ville (7,5 km), Meljac (8,3 km), Calmont (9,0 km), Durenque (9,6 km).

### Paysages et relief
La commune atteint son point culminant à la Juliane au Nord-Ouest avec 661 mètres, le point le plus bas étant à la Jasse de Rayret avec 424 mètres.

### Accès
Ce bourg souffre d’un enclavement certain essentiellement dû au relief géographique. L'amélioration du tronçon de route Cassagnes-Begonhès – Pont-de-Grandfuel permettra de faciliter les liaisons avec la Primaube et la préfecture de l'Aveyron, Rodez.
La commune dispose de l'aérodrome de Cassagnes-Bégonhès.

### Hydrographie

#### Réseau hydrographique

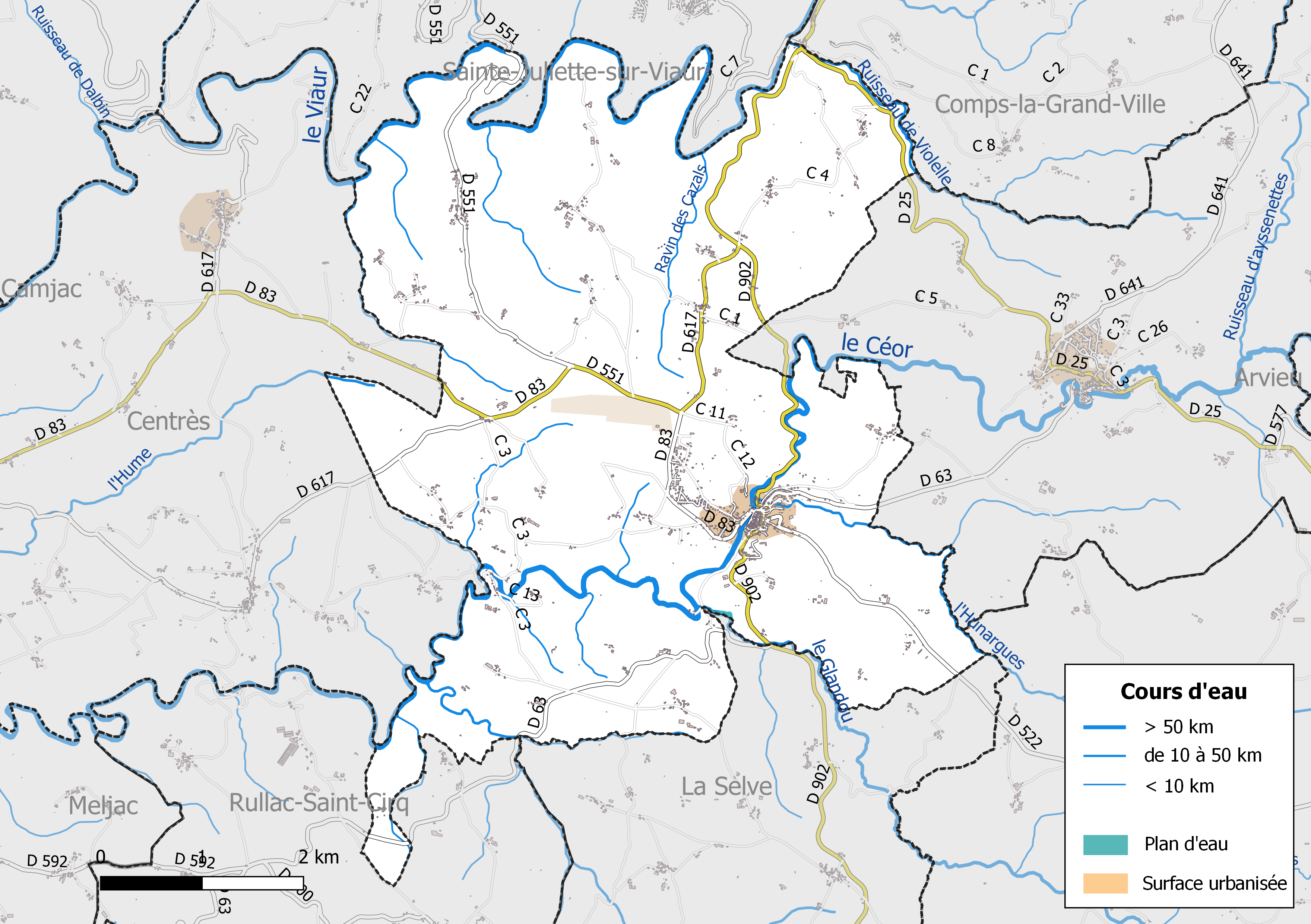
Réseaux hydrographique et routier de Cassagnes-Bégonhès.

La commune est drainée par le Viaur, le Céor, le Glandou, l'Hume, l'Hunargues, le ruisseau de la Fourque, le ruisseau de Violelle, le ravin de la Barthette, le ravin de Ligounet, le ravin des Cazals, le ruisseau de Caucard, le ruisseau de Longue Vernhe et par divers petits cours d'eau.
Le Viaur prend sa source à 1 086 m d’altitude dans la région naturelle du Lévézou qui présente un relief vallonné, dans la commune de Vézins-de-Lévézou pour confluer, après avoir parcouru environ 168 km, avec l'Aveyron à 146 m d’altitude en limite de Laguépie (Tarn-et-Garonne) et Saint-Martin-Laguépie (Tarn), après avoir arrosé 30 communes.
Le Céor, d'une longueur totale de 55,8 km, prend sa source dans la commune de Salles-Curan et se jette  dans le Viaur à Saint-Just-sur-Viaur, après avoir arrosé 8 communes.
Le Glandou, d'une longueur totale de 12,2 km, prend sa source dans la commune de Auriac-Lagast et se jette  dans le Céor à Cassagnes-Bégonhès, après avoir arrosé 4 communes.

#### Gestion des cours d'eau
Afin d’atteindre le bon état des eaux imposé par la Directive-cadre sur l'eau du 23 octobre 2000, plusieurs outils de gestion intégrée s’articulent à différentes échelles pour définir et mettre en œuvre un programme d’actions de réhabilitation et de gestion des milieux aquatiques : le SDAGE (Schéma directeur d'aménagement et de gestion des eaux), à l’échelle du bassin hydrographique, et le SAGE (Schéma d'aménagement et de gestion des eaux), à l’échelle locale. Ce dernier fixe les objectifs généraux d’utilisation, de mise en valeur et de protection quantitative et qualitative des ressources en eau superficielle et souterraine. Trois SAGE sont mis en oeuvre dans le département de l'Aveyron.
La commune fait partie du SAGE du bassin versant du Viaur, approuvé le 28 mars 2018, au sein du SDAGE Adour-Garonne. Le périmètre de ce SAGE couvre 89 communes, sur trois départements (Aveyron, Tarn et Tarn-et-Garonne),. Le pilotage et l’animation du SAGE sont assurés par l’établissement public d'aménagement et de gestion des eaux (EPAGE) du bassin du Viaur, une structure qui regroupe les établissements publics de coopération intercommunale à fiscalité propre (EPCI-FP) dont le territoire est inclus (en totalité ou partiellement) dans le bassin hydrographique du Viaur et les structures gestionnaires de l’alimentation en eau potable des populations et qui disposent d’une ressource sur le bassin versant du Viaur. Il correspond à l’ancien syndicat mixte du Bassin versant du Viaur,.

### Climat
Pour des articles plus généraux, voir Climat de l'Occitanie et Climat de l'Aveyron.
En 2010, le climat de la commune est de type climat océanique altéré, selon une étude s'appuyant sur une série de données couvrant la période 1971-2000. En 2020, Météo-France publie une typologie des climats de la France métropolitaine dans laquelle la commune est dans une zone de transition entre le climat océanique altéré et le climat de montagne et est dans la région climatique Sud-est du Massif Central, caractérisée par une pluviométrie annuelle de 1 000 à 1 500 mm, minimale en été, maximale en automne.
Pour la période 1971-2000, la température annuelle moyenne est de 11,2 °C, avec une amplitude thermique annuelle de 15,4 °C. Le cumul annuel moyen de précipitations est de 1 042 mm, avec 11,7 jours de précipitations en janvier et 6,9 jours en juillet. Pour la période 1991-2020, la température moyenne annuelle observée sur la station météorologique la plus proche, située sur la commune de Durenque à 10 km à vol d'oiseau, est de 10,6 °C et le cumul annuel moyen de précipitations est de 1 092,0 mm,. Pour l'avenir, les paramètres climatiques de la commune estimés pour 2050 selon différents scénarios d'émission de gaz à effet de serre sont consultables sur un site dédié publié par Météo-France en novembre 2022.

### Milieux naturels et biodiversité

#### Sites Natura 2000

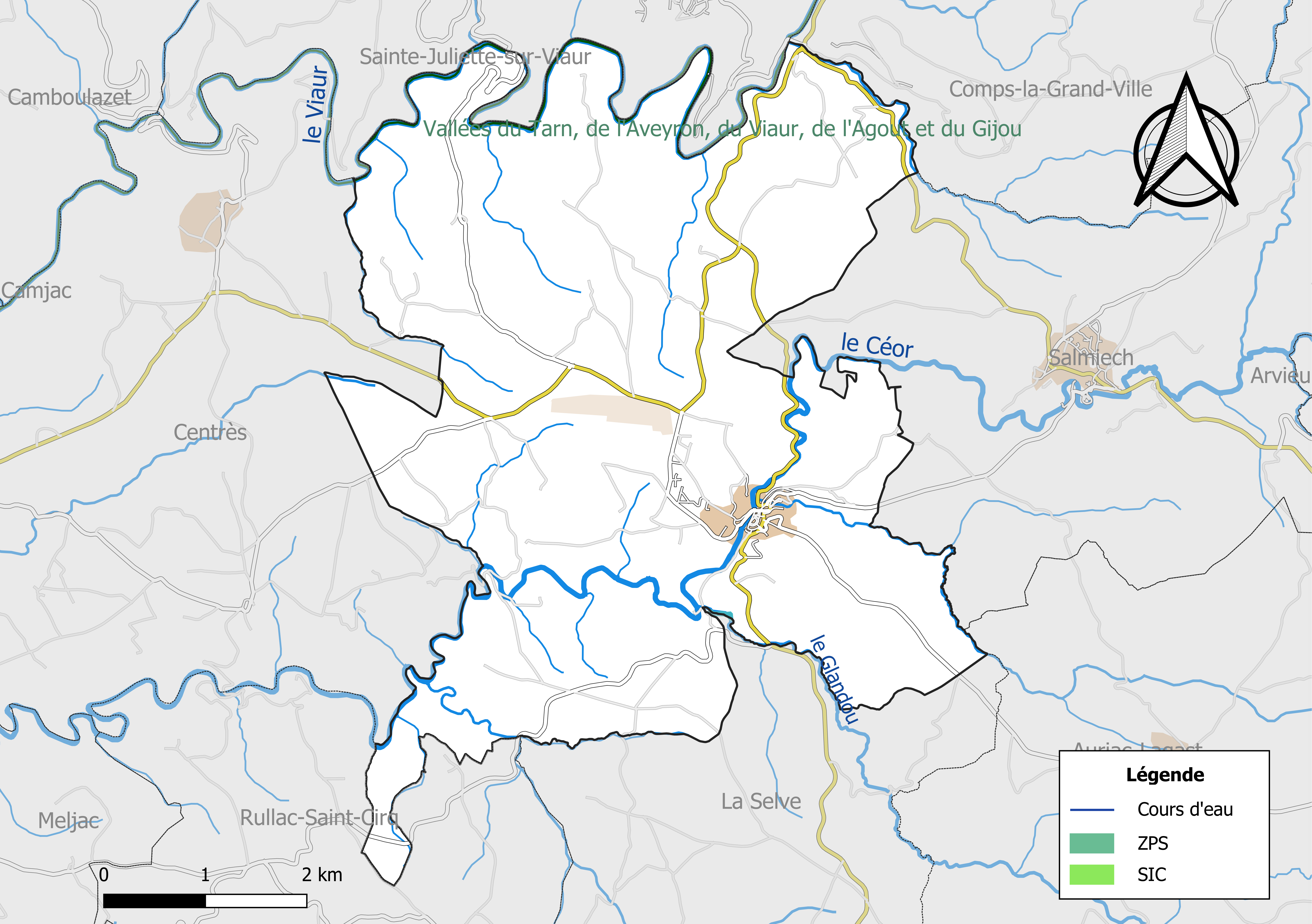
Sites Natura 2000 sur le territoire communal.

Le réseau Natura 2000 est un réseau écologique européen de sites naturels d’intérêt écologique élaboré à partir des Directives « Habitats » et « Oiseaux ». Ce réseau est constitué de Zones spéciales de conservation (ZSC) et de Zones de protection spéciale (ZPS). Dans les zones de ce réseau, les États Membres s'engagent à maintenir dans un état de conservation favorable les types d'habitats et d'espèces concernés, par le biais de mesures réglementaires, administratives ou contractuelles.
Un site Natura 2000 a été défini sur la commune au titre de la « directive Habitats » : 
Les « Vallées du Tarn, de l'Aveyron, du Viaur, de l'Agout et du Gijou », d'une superficie de 17 144 ha, s'étendent sur 136 communes dont 41 dans l'Aveyron, 8 en Haute-Garonne, 50 dans le Tarn et 37 dans le Tarn-et-Garonne. Elles présentent une très grande diversité d'habitats et d'espèces dans ce vaste réseau de cours d'eau et de gorges. La présence de la Loutre d'Europe et de la moule perlière d'eau douce est également d'un intérêt majeur.

#### Zones naturelles d'intérêt écologique, faunistique et floristique
L’inventaire des zones naturelles d'intérêt écologique, faunistique et floristique (ZNIEFF) a pour objectif de réaliser une couverture des zones les plus intéressantes sur le plan écologique, essentiellement dans la perspective d’améliorer la connaissance du patrimoine naturel national et de fournir aux différents décideurs un outil d’aide à la prise en compte de l’environnement dans l’aménagement du territoire.
Le territoire communal de Cassagnes-Bégonhès comprend une ZNIEFF de type 1,, 
la « Rivière du Viaur » (697,7 ha), couvrant 18 communes dont 14 dans l'Aveyron et 4 dans le Tarn
, et une ZNIEFF de type 2,, 
la « Vallée du Viaur et ses affluents » (27 587 ha), qui s'étend sur 56 communes dont 45 dans l'Aveyron, 10 dans le Tarn et 1 dans le Tarn-et-Garonne.

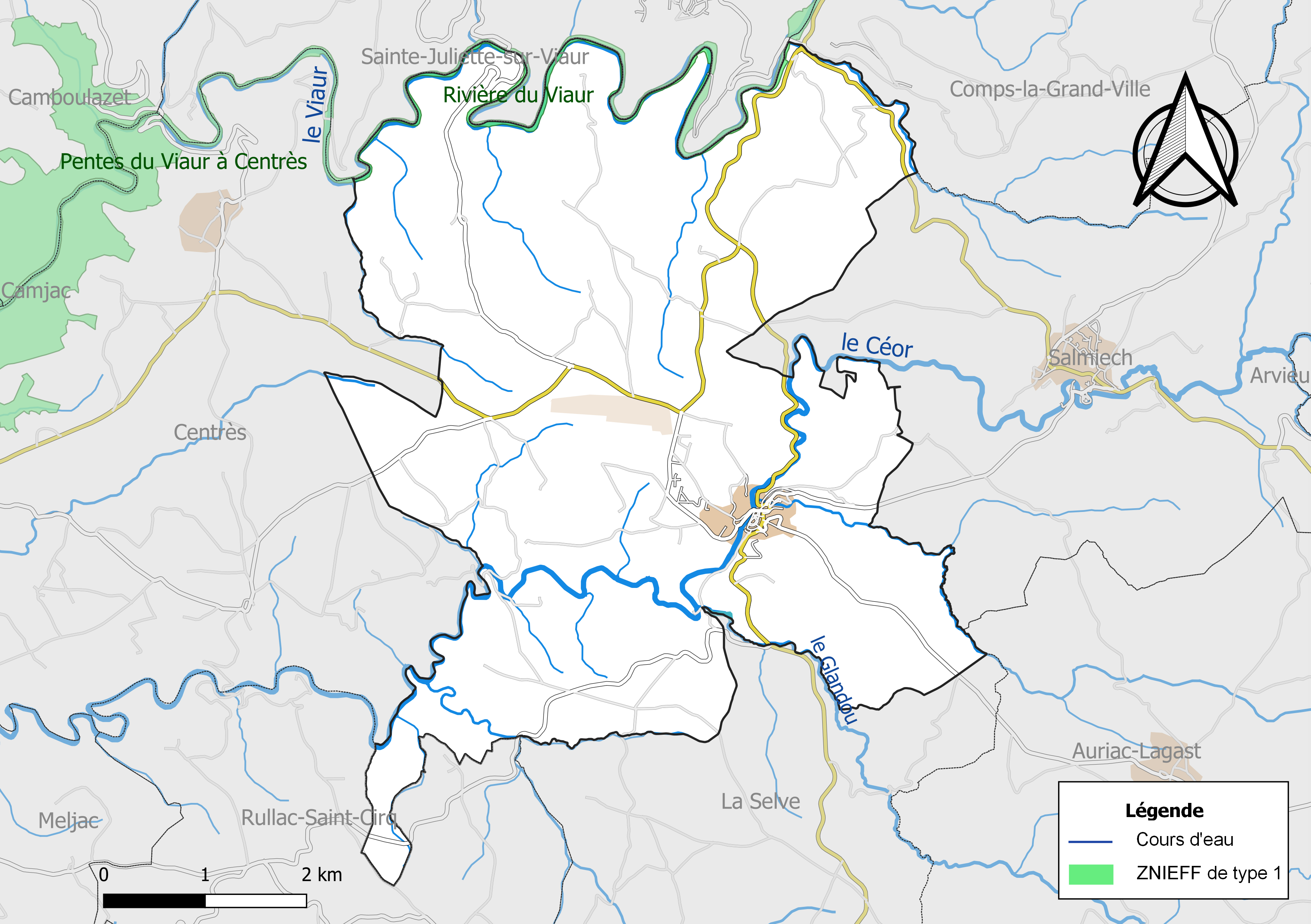
Carte de la ZNIEFF de type 1 de la commune.
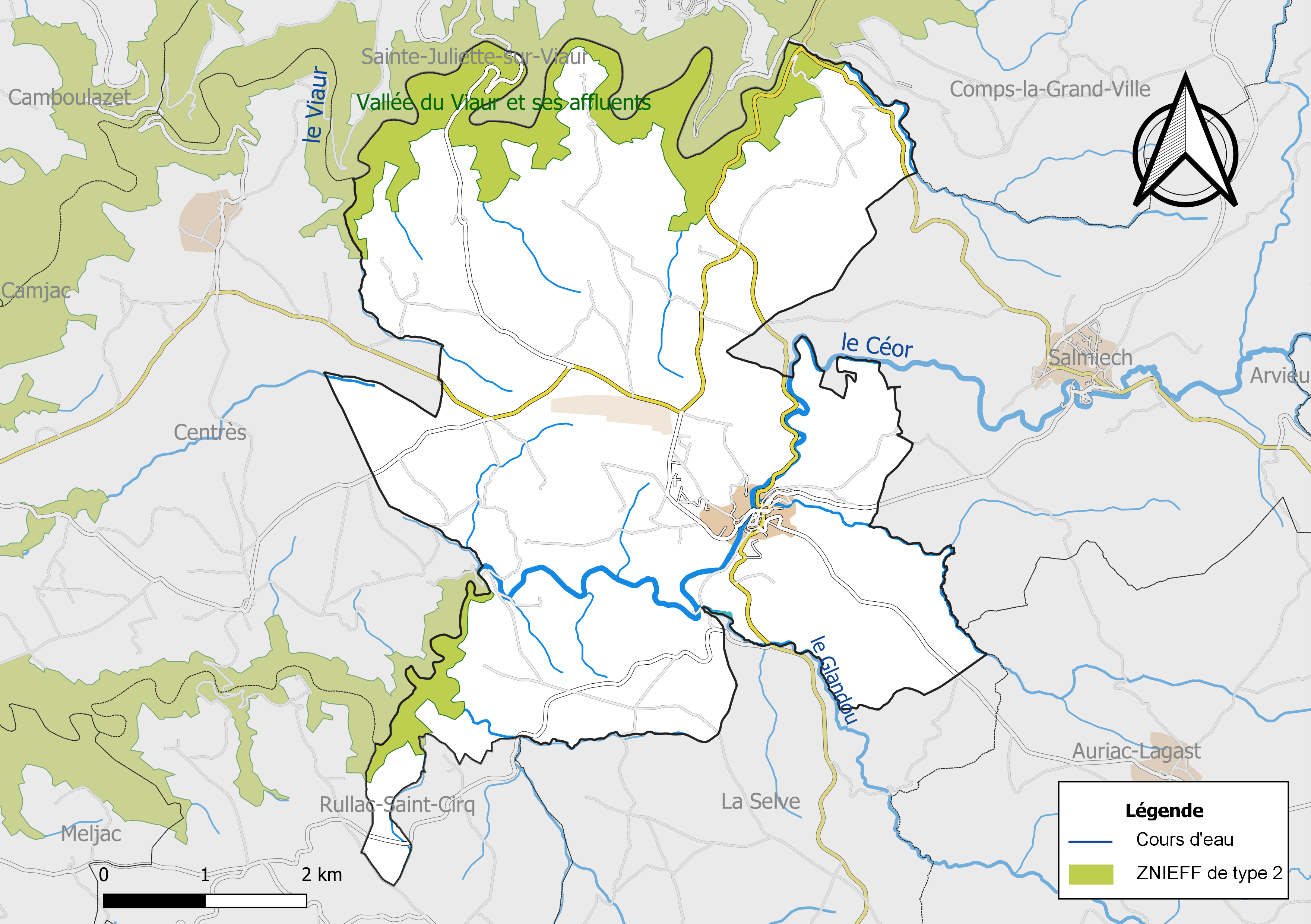
Carte de la ZNIEFF de type 2 de la commune.

## Urbanisme

### Typologie
Au 1er janvier 2024, Cassagnes-Bégonhès est catégorisée commune rurale à habitat dispersé, selon la nouvelle grille communale de densité à 7 niveaux définie par l'Insee en 2022.
Elle est située hors unité urbaine. Par ailleurs la commune fait partie de l'aire d'attraction de Rodez, dont elle est une commune de la couronne,. Cette aire, qui regroupe 68 communes, est catégorisée dans les aires de 50 000 à moins de 200 000 habitants,.

### Occupation des sols

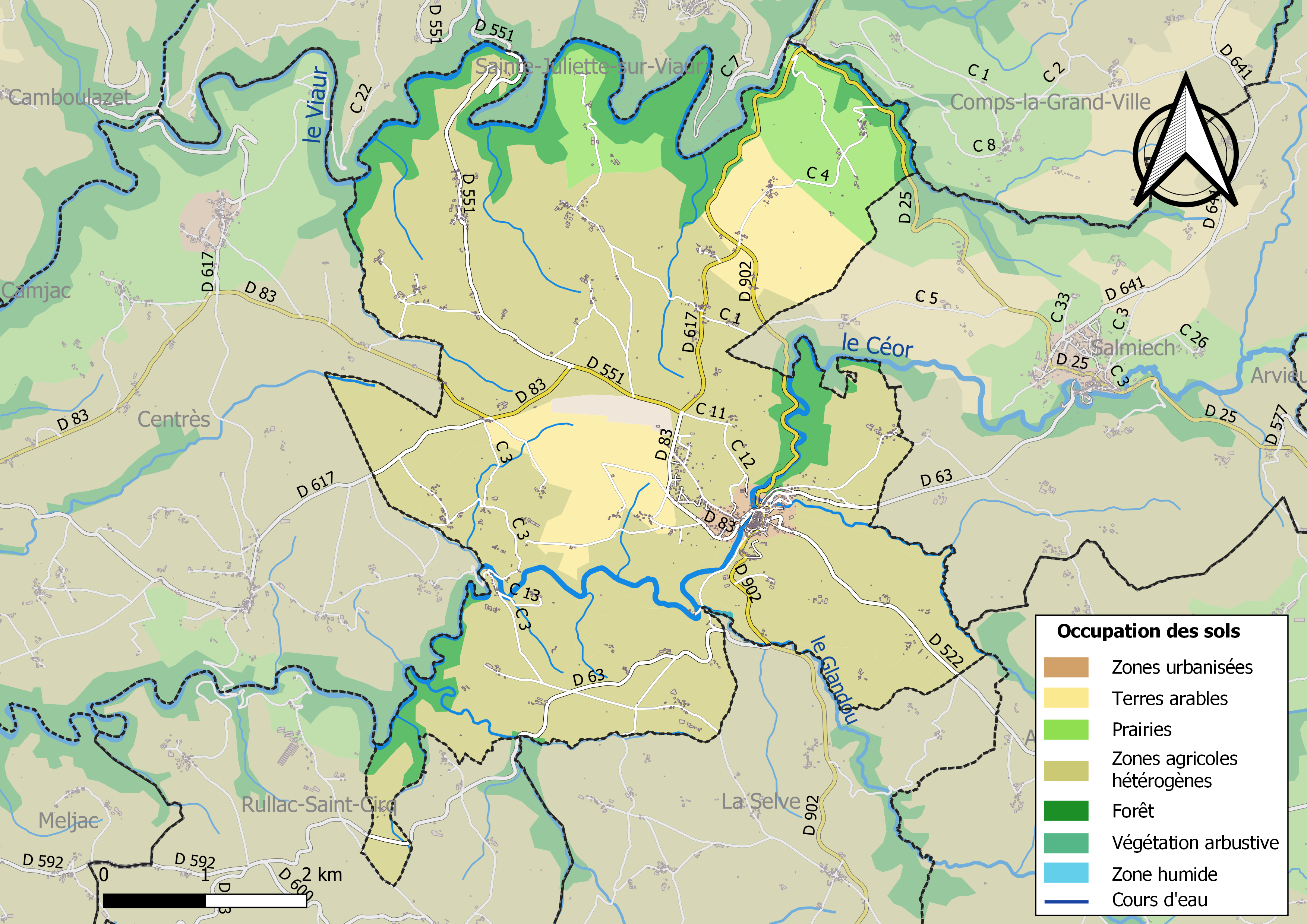
Infrastructures et occupation des sols de la commune de Cassagnes-Bégonhès.

L'occupation des sols de la commune, telle qu'elle ressort de la base de données européenne d’occupation biophysique des sols Corine Land Cover (CLC), est marquée par l'importance des territoires agricoles (85,2 % en 2018), en diminution par rapport à 1990 (86,7 %). La répartition détaillée en 2018 est la suivante : 
zones agricoles hétérogènes (68,3 %), forêts (12,1 %), terres arables (10,2 %), prairies (6,7 %), zones urbanisées (1,9 %), espaces verts artificialisés, non agricoles (0,9 %).

### Planification
La loi SRU du 13 décembre 2000 a incité fortement les communes à se regrouper au sein d’un établissement public, pour déterminer les partis d’aménagement de l’espace au sein d’un SCoT, un document essentiel d’orientation stratégique des politiques publiques à une grande échelle. La commune est dans le territoire du SCoT du Centre Ouest Aveyron  approuvé en février 2020. La structure porteuse est le Pôle d'équilibre territorial et rural Centre Ouest Aveyron, qui associe neuf EPCI, notamment la communauté de communes Pays Ségali, dont la commune est membre.
La commune disposait en 2017 d'un plan local d'urbanisme approuvé. Le zonage réglementaire et le règlement associé peuvent être consultés sur le Géoportail de l'urbanisme.

### Risques majeurs
Le territoire de la commune de Cassagnes-Bégonhès est vulnérable à différents aléas naturels : inondations, climatiques (hiver exceptionnel ou canicule), feux de forêts et séisme (sismicité très faible).
Il est également exposé à deux risques technologiques, le transport de matières dangereuses et la rupture d'un barrage, et à un risque particulier, le risque radon,.

#### Risques naturels

Zones inondables de la commune de Cassagnes-Bégonhès.

Certaines parties du territoire communal sont susceptibles d’être affectées par le risque d’inondation par débordement du Céor et de l'Hunargues. Les dernières grandes crues historiques, ayant touché plusieurs parties du département, remontent aux 3 et 4 décembre 2003 (dans les bassins du Lot, de l'Aveyron, du Viaur et du Tarn) et au 28 novembre 2014 (bassins de la Sorgues et du Dourdou). Ce risque est pris en compte dans l'aménagement du territoire de la commune par le biais du Plan de prévention du risque inondation (PPRI) Céor-Giffou, approuvé le 9 février 2016.
Le Plan départemental de protection des forêts contre les incendies découpe le département de l’Aveyron en sept « bassins de risque » et définit une sensibilité des communes à l’aléa feux de forêt (de faible à très forte). La commune est classée en sensibilité faible.
Les mouvements de terrains susceptibles de se produire sur la commune sont liés au retrait-gonflement des argiles, conséquence d'un changement d'humidité des sols argileux. Les argiles sont capables de fixer l'eau disponible mais aussi de la perdre en se rétractant en cas de sécheresse. Ce phénomène peut provoquer des dégâts très importants sur les constructions (fissures, déformations des ouvertures) pouvant rendre inhabitables certains locaux. La carte de zonage de cet aléa peut être consultée sur le site de l'observatoire national des risques naturels Georisques.

#### Risques technologiques
Le risque de transport de matières dangereuses sur la commune est lié à sa traversée par une route à fort trafic. Un accident se produisant sur une telle infrastructure est en effet susceptible d’avoir des effets graves au bâti ou aux personnes jusqu’à 350 m, selon la nature du matériau transporté. Des dispositions d’urbanisme peuvent être préconisées en conséquence.
Dans le département de l'Aveyron on dénombre huit grands barrages susceptibles d’occasionner des dégâts en cas de rupture. La commune fait partie des 64 communes susceptibles d’être touchées par l’onde de submersion consécutive à la rupture d’un de ces barrages.

#### Risque particulier
Dans plusieurs parties du territoire national, le radon, accumulé dans certains logements ou autres locaux, peut constituer une source significative d’exposition de la population aux rayonnements ionisants. Toutes les communes du département sont concernées par le risque radon à un niveau plus ou moins élevé. La commune de Cassagnes-Bégonhès est classée à risque moyen à élevé.

## Toponymie

### Cassagnes
Ce nom est issu du gaulois cassanos signifiant chêne.
cassagnes : « lieux ou poussent les chênes (cassagnas) ».
Cassagnes est la francisation du toponyme occitan Cassanhas, de « casse », le chêne (mot d’origine celtique).

### Begonhès
Lorsqu’au IXe siècle, Charlemagne divisa son empire en comtés puis ces derniers en vigueries ou en districts, le territoire allant du Viaur au Giffou fut attribué à la famille De Bégon (de Begonh en occitan). Cette subdivision s’appela dès lors « le Bégonhés », le suffixe « és » marquant l’appartenance et la prononciation palatalisée du son « nh » réapparaissant en dérivation.

## Histoire

### Moyen Âge
Cassagnes-Bégonhès fut le siège de l'une des quatre châtellenies du Rouergue. Jusqu'au milieu du XVe siècle, la vie de Cassagnes s'organise autour du château qui brûlera en 1584.
En 1471, il est décidé de bâtir un beffroi sur l'église. La tourelle dominant le chœur est abattue, les assises du clocher actuel sont construites jusqu'au quart environ de l'étage de l'église. Mais en 1481 les rigueurs de l'hiver, les inondations, la grêle et les orages font périr les récoltes et les bestiaux. La famine survient dans la contrée et la construction est totalement interrompue pendant trois ans. Ce n'est qu'après la venue de Jean d'Estaing, gouverneur du comté de Rodez, au nom de Charles d'Armagnac, que la construction reprend et sera achevée en 1499.

### Époque contemporaine
Dans les années 1810 à 1815, à l'époque de Napoléon Ier, la route de Rodez est construite. Dès lors que cette route fut livrée aux diligences, puis aux camions venant de la Primaube et de Rodez, Cassagnes, voué à la misère et à la décrépitude, verra ses maisons s'élever, son commerce et son artisanat se développer. Ce bourg devient ainsi prospère pendant des décennies.

#### L'orage du 5 juin 2007
Le 5 juin 2007, un violent orage a provoqué pendant quelques heures une importante inondation. L'eau a atteint jusqu'à 4 mètres sur la place du foirail traversée par le ruisseau l'Hunargues, canalisé jusqu'à sa jonction avec le Céor, de 2,50 m de large. L'Hunargues a subitement gonflé du fait d'orages du côté de Salmiech et, ne pouvant s'écouler dans la canalisation, trop petite, a formé un lac de retenue sur le foirail jusqu'à ce que le muret cède. Sur cinq hectares ont été répandus de la boue, des cailloux et des branches d'arbres.
Selon Météo France, il est tombé 150 mm entre 19 h 30 à 22 h. Le parapet du pont franchissant le Céor s'est effondré, deux bus ainsi qu'une quinzaine de véhicules ont été entraînés sur plus de 100 mètres et une quinzaine de maisons, surtout des commerces, ont subi de gros dégâts.

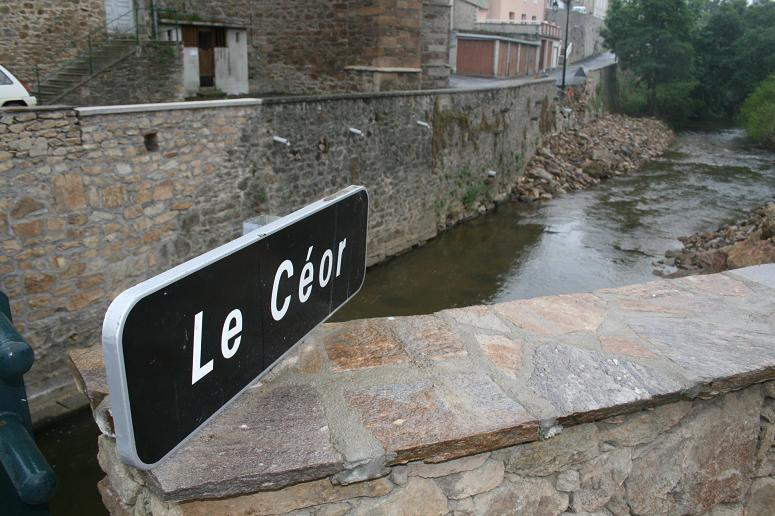
Effondrement du parapet en bordure du Céor.
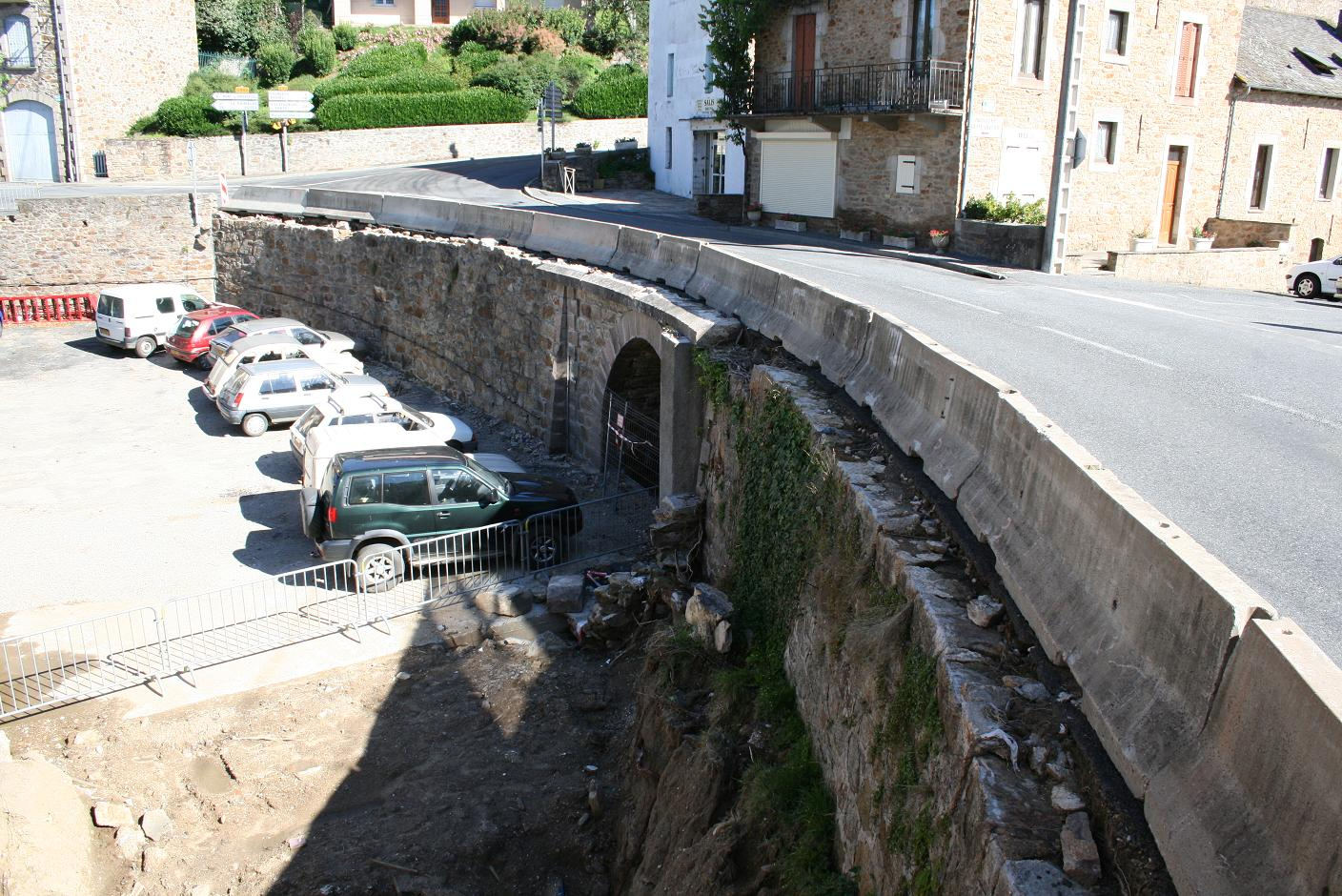
Effondrement du parapet le long de la place du Bournhou.

## Politique et administration

### Découpage territorial
La commune de Cassagnes-Bégonhès est membre de la communauté de communes Pays Ségali, un établissement public de coopération intercommunale (EPCI) à fiscalité propre créé le 1er janvier 2017 dont le siège est à Baraqueville. Ce dernier est par ailleurs membre d'autres groupements intercommunaux.
Sur le plan administratif, elle est rattachée à l'arrondissement de Villefranche-de-Rouergue, au département de l'Aveyron et à la région Occitanie. Sur le plan électoral, elle dépend du  canton des Monts du Réquistanais pour l'élection des conseillers départementaux, depuis le redécoupage cantonal de 2014 entré en vigueur en 2015, et de la troisième circonscription de l'Aveyron  pour les élections législatives, depuis le dernier découpage électoral de 2010.

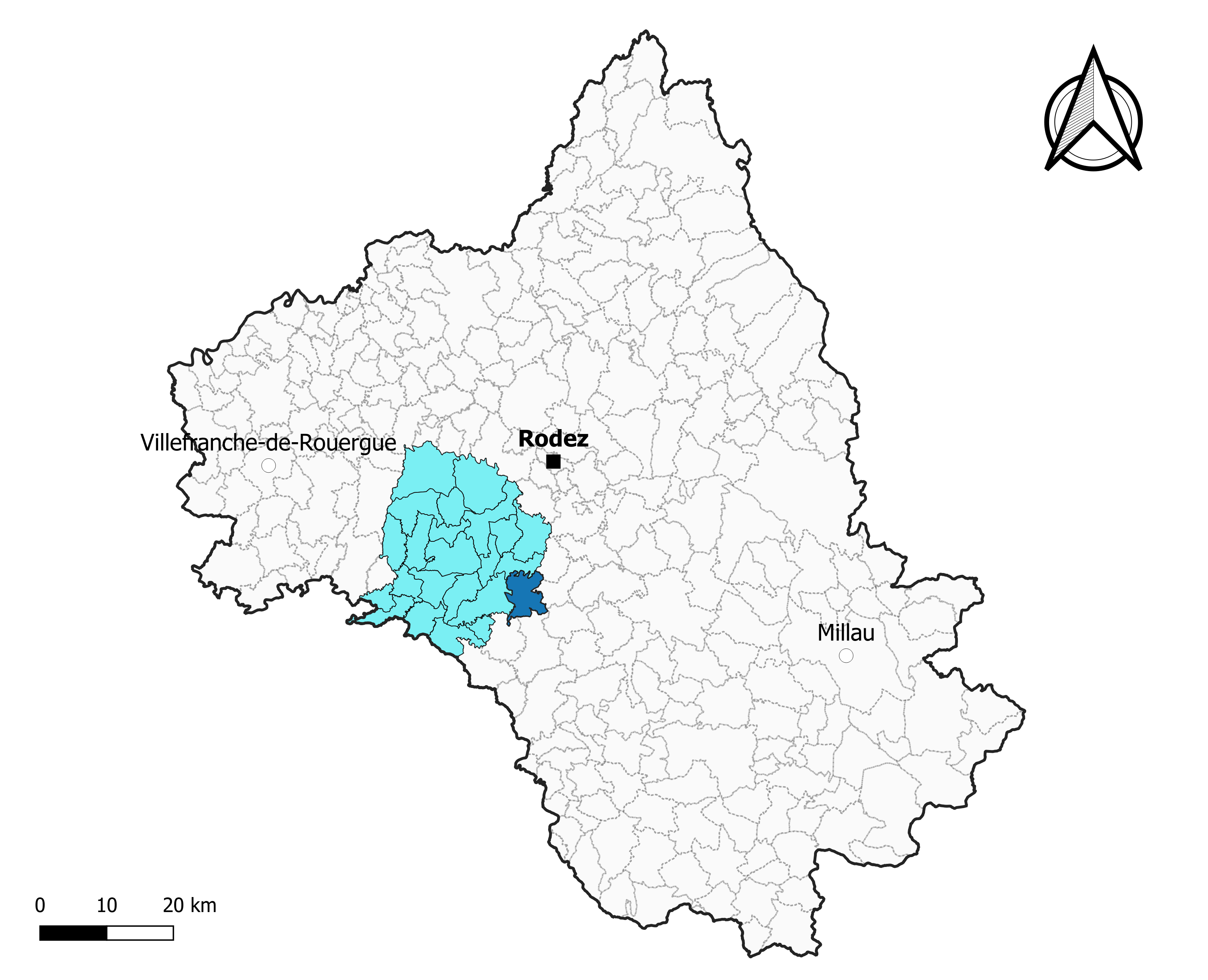
Cassagnes-Bégonhès dans l'intercommunalité en 2020.
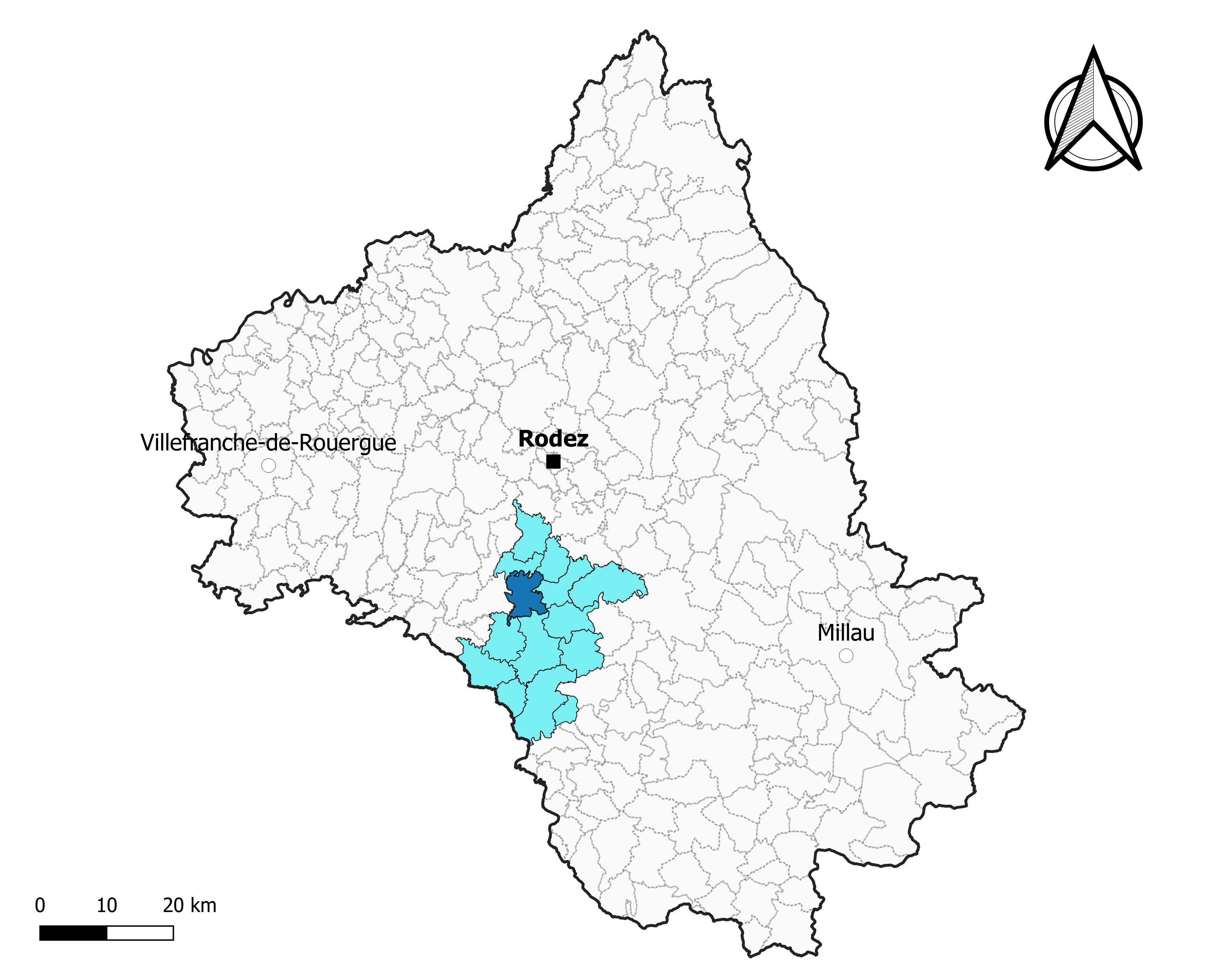
Cassagnes-Bégonhès dans le canton des Monts du Réquistanais en 2020.
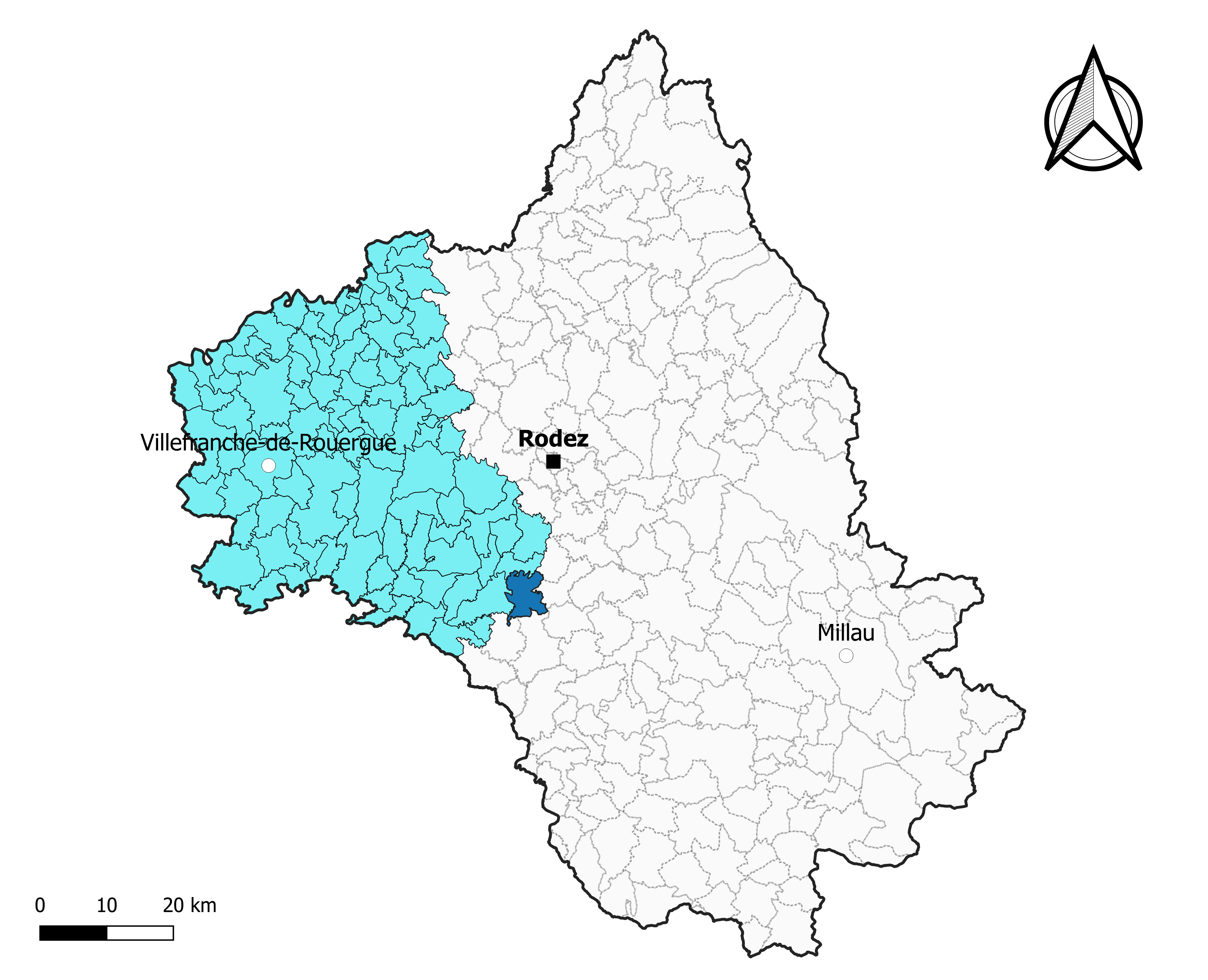
Cassagnes-Bégonhès dans l'arrondissement de Villefranche-de-Rouergue en 2020.

### Élections municipales et communautaires

#### Élections de 2020
Le conseil municipal de Cassagnes-Bégonhès, commune de moins de 1 000 habitants, est élu au scrutin majoritaire plurinominal à deux tours avec candidatures isolées ou groupées et possibilité de panachage. Compte tenu de la population communale, le nombre de sièges à pourvoir lors des élections municipales de 2020 est de 15. Sur les trente candidats en lice, quinze sont élus dès le premier tour, le 15 mars 2020, correspondant à la totalité des sièges à pourvoir, avec un taux de participation de 48,05 %.
Michel Costes, maire sortant, est réélu pour un nouveau mandat le 25 mai 2020.
Dans les communes de moins de 1 000 habitants, les conseillers communautaires sont désignés parmi les conseillers municipaux élus en suivant l’ordre du tableau (maire, adjoints puis conseillers municipaux) et dans la limite du nombre de sièges attribués à la commune au sein du conseil communautaire. Deux sièges sont attribués à la commune au sein de la communauté de communes Pays Ségali.

#### Liste des maires
La liste des maires qui se sont succédé depuis la Révolution est la suivante :
| Période | Période  | Identité                                       | Étiquette | Qualité      |
| ------- | -------- | ---------------------------------------------- | --------- | ------------ |
| 1791    |          | Jacques Bonnefous                              |           |              |
| 1792    |          | Antoine Palous de la Cailholie                 |           |              |
| 1793    |          | Claude Faugères de Cassagnes                   |           |              |
| 1796    |          | Antoine Bonnefous du Barrugat                  |           |              |
| 1799    | 1817     | Amans Rudelle de Cassagnes                     |           |              |
| 1848    | 1854     | Hyppolyte Grimal de Cassagnes                  |           |              |
| 1854    | 1865     | Alphonse de Rudelle de Camalières de Cassagnes |           |              |
| 1865    | 1874     | Africain Roques de Saint-Martin                |           |              |
| 1874    | 1876     | Auguste Roques de Saint-Martin                 |           |              |
| 1876    | 1896     | Étienne Mazel du Bousquet                      |           |              |
| 1896    | 1907     | Charles Canac de La Frégière                   |           |              |
| 1908    | 1917     | Pierre-Joseph Pouget                           |           |              |
| 1917    | 1919     | M. Izard                                       |           |              |
| 1919    | 1944     | Alphonse de Rudelle                            |           |              |
| 1945    | 1959     | Jean Salis                                     |           |              |
| 1959    | 1965     | Marie-Paul Alric                               |           |              |
| 1965    | 1989     | Léopold Destours                               |           |              |
| 1989    | 1995     | Francis Cailhol                                |           |              |
| 1995    | 2001     | Christiane Vernhes                             |           |              |
| 2001    | 2008     | Francis Cailhol                                |           |              |
| 2008    | En cours | Michel Costes,                                 |           | Ancien cadre |

## Population et société

### Démographie
L'évolution du nombre d'habitants est connue à travers les recensements de la population effectués dans la commune depuis 1793. Pour les communes de moins de 10 000 habitants, une enquête de recensement portant sur toute la population est réalisée tous les cinq ans, les populations de référence des années intermédiaires étant quant à elles estimées par interpolation ou extrapolation. Pour la commune, le premier recensement exhaustif entrant dans le cadre du nouveau dispositif a été réalisé en 2005.

En 2022, la commune comptait 946 habitants, en évolution de +4,65 % par rapport à 2016 (Aveyron : +0,37 %, France hors Mayotte : +2,11 %).
| 1793  | 1800  | 1806  | 1821  | 1831  | 1836  | 1841  | 1846  | 1851  |
| ----- | ----- | ----- | ----- | ----- | ----- | ----- | ----- | ----- |
| 1 474 | 1 432 | 2 047 | 1 933 | 1 545 | 1 074 | 1 113 | 1 182 | 1 169 |

| 1856  | 1861  | 1866  | 1872  | 1876  | 1881  | 1886  | 1891  | 1896  |
| ----- | ----- | ----- | ----- | ----- | ----- | ----- | ----- | ----- |
| 1 349 | 1 342 | 1 436 | 1 281 | 1 260 | 1 370 | 1 372 | 1 473 | 1 426 |

| 1901  | 1906  | 1911  | 1921  | 1926  | 1931  | 1936  | 1946  | 1954  |
| ----- | ----- | ----- | ----- | ----- | ----- | ----- | ----- | ----- |
| 1 366 | 1 440 | 1 439 | 1 259 | 1 306 | 1 239 | 1 273 | 1 277 | 1 227 |

| 1962  | 1968  | 1975  | 1982  | 1990  | 1999 | 2005 | 2006 | 2010 |
| ----- | ----- | ----- | ----- | ----- | ---- | ---- | ---- | ---- |
| 1 296 | 1 255 | 1 083 | 1 023 | 1 040 | 982  | 963  | 958  | 903  |

| 2015 | 2020 | 2022 | - | - | - | - | - | - |
| ---- | ---- | ---- | - | - | - | - | - | - |
| 905  | 936  | 946  | - | - | - | - | - | - |

Une perte apparaît entre 1911 et 1921 essentiellement due à la guerre de 1914-1918 (51 poilus morts au champ d'honneur), mais aussi à la grippe espagnole de 1918. Puis est apparu l'exode rural dès 1920 jusqu'en 1950-1960, beaucoup émigrant vers la capitale, mais la population se maintient. C'est vraiment à partir des années 1970-1980 que la démographie ne cesse de diminuer. L'hémorragie est de 24 % de la population entre 1962 et 1999.

### Sports

#### Rugby
Le Rugby Club Régional Cassagnol (RCRC) est né en 1971. Le premier président était M. Trouche et les entraineurs du club étaient dirigés par M. Chambert. D'abord en 4e série pendant 5 saisons jusqu'à l'arrivée de l'ex-ruthénois Cristol dont les conseils à l'entraînement portèrent leurs fruits, le club accède successivement en 3e, 2e, 1re série et enfin en honneur en 1979-1980, la plus haute division régionale. L'apogée sera atteinte avec les 3 titres successifs de champion des Pyrénées : 1988-89, 1989-90 et 1990-91.
En 1995, s'opère la fusion avec Réquista et est créé le Rugby Club Réquista Cassagnes (RCRC). En 1996-1997, en promotion, le RCRC fut encore champion des Pyrénées.
L'école de rugby a rejoint le Luc-Primaube XV (LPXV) pendant que les équipes de jeunes(Cadets, Juniors, Séniors) restaient sous la coupelle du RCRC), puis le Lévézou Ségala Aveyron XV (LSA XV) a été créé.
Évoluant tout d'abord en Promotion Honneur, au cours d'une saison remarquable (Entraineurs principaux : Patrick Fuchs, Yves Jourdas), le LSA XV accède au championnat de Fédérale 3. Depuis lors il ne le quittera pas.
L'école de rugby fusionne enfin avec celle du Rugby Club Naucellois (RCN) et forme le Lévézou Ségala Ovale (LSO).

#### Football
Le village de Cassagnes possède un stade de football. À l'origine, un club est créé sur la commune puis avec la commune voisine de Salmiech sous le nom d'Eveil-Sportif du Céor.
À la fin des années 1990, les communes d'Auriac-Lagast, Arvieu, Salmiech, Trémouilles, Comps et Cassagnes se regroupent sous le nom de "Pareloup-Céor Football-Club" issu de plusieurs petits clubs ou de clubs en sommeil.
Au milieu des années 2000, les communes de Trémouilles et Comps se retirent. Trémouilles rejoint le club de football de Flavin et Pont-de-Salars sous le nom de "JSL" (Jeunesse Sportive Lévézou). Comps-la-Grand-Ville recréait son propre club sous le nom de "Racing-Club de Comps".
En 2010, le Football-Club de Centrès-Taurines-Tayac (en sommeil) fusionne avec Pareloup-Céor Football-Club et créait une équipe féminine.

#### Quilles de huit
Le  Sport-Quilles Cassagnol, club de Quilles de huit de la commune, est le club le plus ancien de la commune.
Le premier concours a été organisé en septembre 1921 par Louis Viguié, mais le sport prend vraiment son essor avec l'organisation des premiers championnats de France en 1946. Le titre de champion de l'Aveyron est enlevé le 7 juillet 1974 par la quadrette Serge Loubière, Paul Ferréol, Louis Nespoulous et Michel Mazars. Le 15 juillet 1979, en honneur, cette quadrette décrochera en honneur la place de 3e.
Le 19 août 1979, en championnat de France par équipes à Rodez en catégorie honneur, l'équipe Loubière (Cassagnes) bat en finale l'équipe Sandral de La Primaube et devient championne de France.
Le 30 août 1981 est inauguré le terrain de quille cassagnol sur le terrain de Malet, endroit où se déroulent depuis les compétitions.

## Économie

### Revenus
En 2018  (données Insee publiées en septembre 2021), la commune compte 404 ménages fiscaux, regroupant 880 personnes. La médiane du revenu disponible par unité de consommation est de 19 690 € (20 640 € dans le département).

### Emploi
| Division       | 2008  | 2013  | 2018  |
| -------------- | ----- | ----- | ----- |
| Commune        | 3,9 % | 5,8 % | 4,8 % |
| Département    | 5,4 % | 7,1 % | 7,1 % |
| France entière | 8,3 % | 10 %  | 10 %  |

En 2018, la population âgée de 15 à 64 ans s'élève à 528 personnes, parmi lesquelles on compte 78,1 % d'actifs (73,3 % ayant un emploi et 4,8 % de chômeurs) et 21,9 % d'inactifs,. Depuis 2008, le taux de chômage communal (au sens du recensement) des 15-64 ans est inférieur à celui de la France et du département.
La commune fait partie de la couronne de l'aire d'attraction de Rodez, du fait qu'au moins 15 % des actifs travaillent dans le pôle,. Elle compte 360 emplois en 2018, contre 353 en 2013 et 373 en 2008. Le nombre d'actifs ayant un emploi résidant dans la commune est de 392, soit un indicateur de concentration d'emploi de 91,8 % et un taux d'activité parmi les 15 ans ou plus de 54,9 %.
Sur ces 392 actifs de 15 ans ou plus ayant un emploi, 201 travaillent dans la commune, soit 51 % des habitants. Pour se rendre au travail, 73,1 % des habitants utilisent un véhicule personnel ou de fonction à quatre roues, 0,7 % les transports en commun, 9 % s'y rendent en deux-roues, à vélo ou à pied et 17,2 % n'ont pas besoin de transport (travail au domicile).

### Activités hors agriculture

#### Secteurs d'activités
129 établissements sont implantés  à Cassagnes-Bégonhès au 31 décembre 2019. Le tableau ci-dessous en détaille le nombre par secteur d'activité et compare les ratios avec ceux du département,.
| Secteur d'activité                                                                                        | Commune | Commune | Département |
| Secteur d'activité                                                                                        | Nombre  | %       | %           |
| --- | ------- | ------- | ----------- |
| Ensemble                                                                                                  | 129     | 100 %   | (100 %)     |
| Industrie manufacturière, industries extractives et autres                                                | 35      | 27,1 %  | (17,7 %)    |
| Construction                                                                                              | 14      | 10,9 %  | (13 %)      |
| Commerce de gros et de détail, transports, hébergement et restauration                                    | 25      | 19,4 %  | (27,5 %)    |
| Information et communication                                                                              | 1       | 0,8 %   | (1,5 %)     |
| Activités financières et d'assurance                                                                      | 4       | 3,1 %   | (3,4 %)     |
| Activités immobilières                                                                                    | 2       | 1,6 %   | (4,2 %)     |
| Activités spécialisées, scientifiques et techniques et activités de services administratifs et de soutien | 12      | 9,3 %   | (12,4 %)    |
| Administration publique, enseignement, santé humaine et action sociale                                    | 28      | 21,7 %  | (12,7 %)    |
| Autres activités de services                                                                              | 8       | 6,2 %   | (7,8 %)     |

Le secteur de l'industrie manufacturière, des industries extractives et autres est prépondérant sur la commune puisqu'il représente 27,1 % du nombre total d'établissements de la commune (35 sur les 129 entreprises implantées  à Cassagnes-Bégonhès), contre 17,7 % au niveau départemental.

#### Entreprises
Les trois entreprises ayant leur siège social sur le territoire communal qui génèrent le plus de chiffre d'affaires en 2020 sont : 
- SARL Angles, commerce de gros (commerce interentreprises) de céréales, de tabac non manufacturé, de semences et d'aliments pour le bétail (5 382 k€)
- Auca, supermarchés (3 861 k€)
- Ft2 Invest, activités des sièges sociaux (661 k€)

Cassagnes-Begonhès est le centre d'une région relativement riche et prospère, le cœur de l’activité économique étant la production du lait de brebis qui sert à la fabrication du fromage de Roquefort.

### Agriculture
La commune est dans le Segala, une petite région agricole occupant l'ouest du département de l'Aveyron. En 2020, l'orientation technico-économique de l'agriculture  sur la commune est l'élevage d'ovins ou de caprins.
|               | 1988  | 2000  | 2010  | 2020  |
| ------------- | ----- | ----- | ----- | ----- |
| Exploitations | 93    | 73    | 58    | 49    |
| SAU (ha)      | 2 570 | 2 472 | 2 330 | 2 350 |

Le nombre d'exploitations agricoles en activité et ayant leur siège dans la commune est passé de 93 lors du recensement agricole de 1988  à 73 en 2000 puis à 58 en 2010 et enfin à 49 en 2020, soit une baisse de 47 % en 32 ans. Le même mouvement est observé à l'échelle du département qui a perdu pendant cette période 51 % de ses exploitations,. La surface agricole utilisée sur la commune a également diminué, passant de 2 570 ha en 1988 à 2 350 ha en 2020. Parallèlement la surface agricole utilisée moyenne par exploitation a augmenté, passant de 28 à 48 ha.

## Culture et patrimoine

### L’église

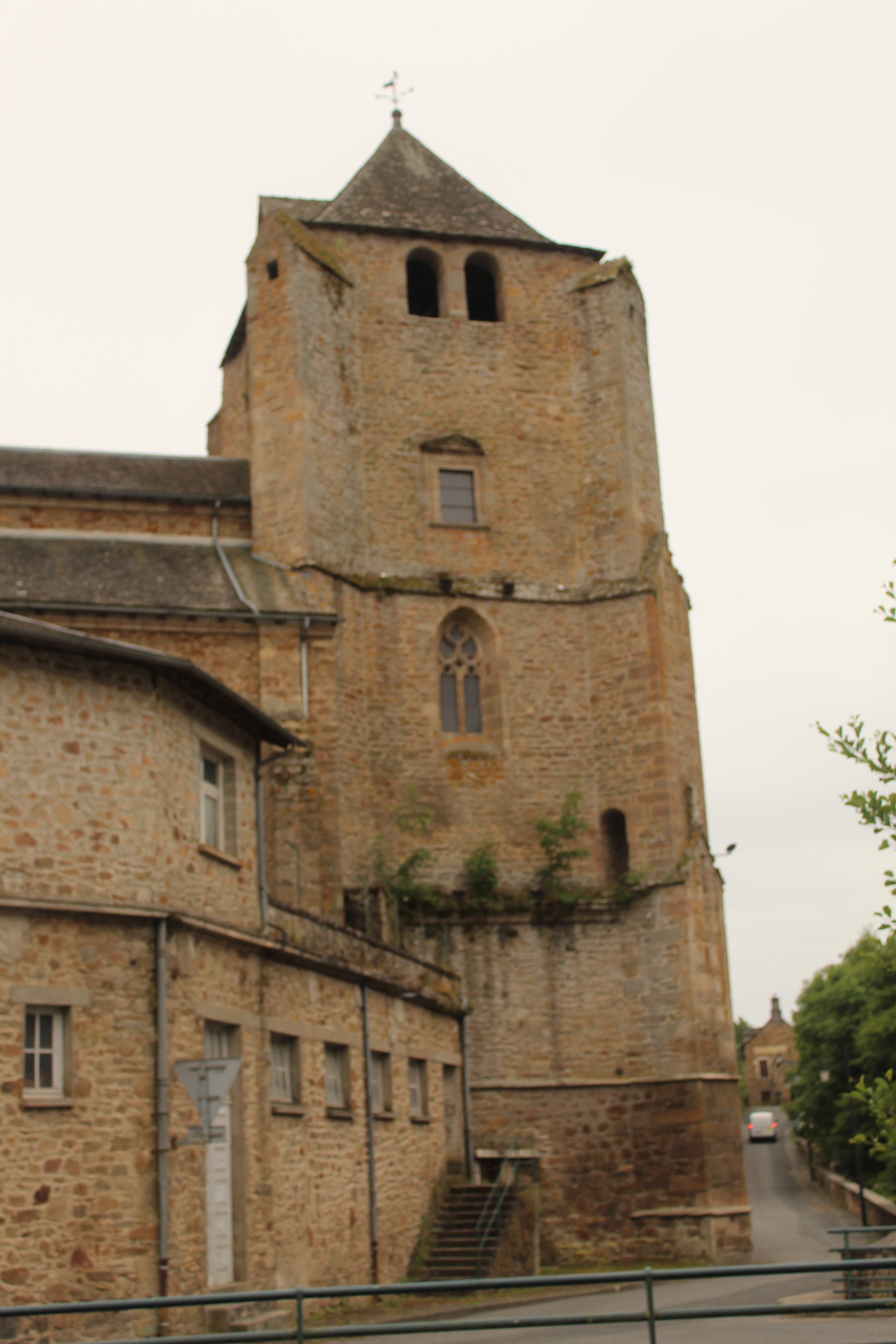
L'église Saint-Julien

L'église Saint-Julien de Cassagnes-Begonhès, située en fond de vallée, n'est pas mise en valeur de manière optimale, même si la hauteur du clocher est de 44 mètres.
Vers le sommet de la tourelle qui loge l’escalier, ainsi qu’à mi-hauteur de l’un des contreforts, un écusson portant les armoiries de Monseigneur de Polignac, évêque de Rodez de 1494 à 1501 (trois bandes d’argent surmontées d’une crosse) permettent de dater cet édifice.
Le toit pyramidal fait penser à un chapeau chinois. Il fait regretter la ceinture de créneaux et de mâchicoulis qui, dit-on, formait autrefois un gracieux couronnement.
Le clocher comprend quatre étages : le souterrain, le fond de l’église, la salle de l’horloge et la demeure des cloches. Quatre cloches sont installées dans le clocher. Les deux grandes cloches furent fondues en 1881 et dédiées l’une à la Sainte Vierge, l’autre à saint Julien patron de la paroisse. Les deux autres cloches portent le nom de « Sit nomen domini benedictum » et de saint Martin ». La première, fondue en 1838, fut installée au lendemain de la Révolution. Quant à la cloche de saint Martin  Inscrit MH (1943), la plus ancienne, elle sonne depuis 1595. Elle fut dénommée jadis « la cloche de la grêle » car elle aurait empêché plusieurs fois la grêle de tomber aux ports du bourg de Cassagnes.
Différents travaux ont été réalisés au XXe siècle. Des bancs ont été installés en 1957, ce qui perturba les habitudes de nombreux paroissiens car les places étaient auparavant réservées.
Le grand vitrail du chœur date de 1904. Il introduit à flots la lumière du soleil levant et tout à l’opposé la tribune laisse admirer une superbe rosace flamboyante. Symbole des douze tribus d’Israël, ce vitrail est décoré de douze médaillons que le soleil couchant fait resplendir comme une verrière de cathédrale.

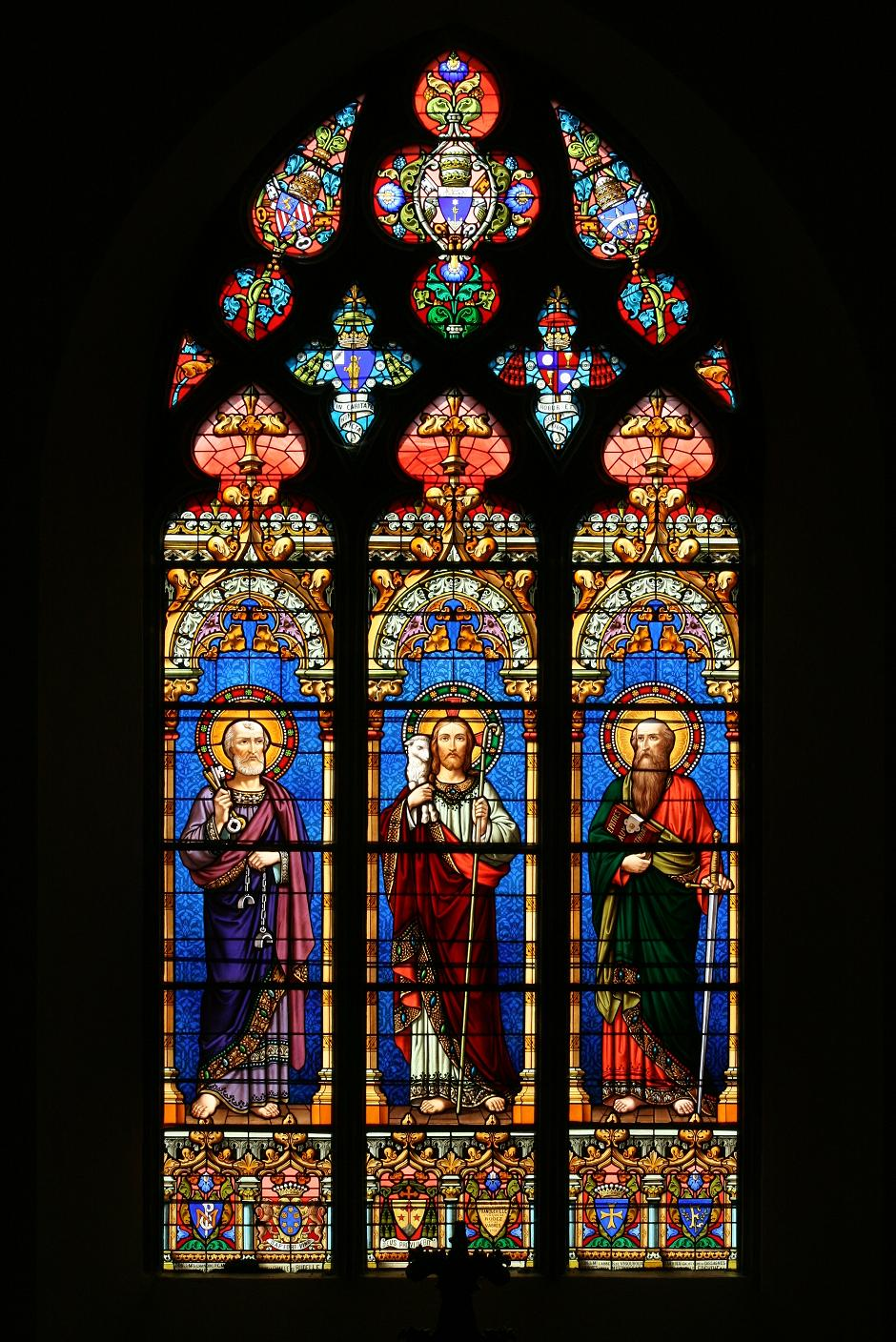
Vitrail du chœur.
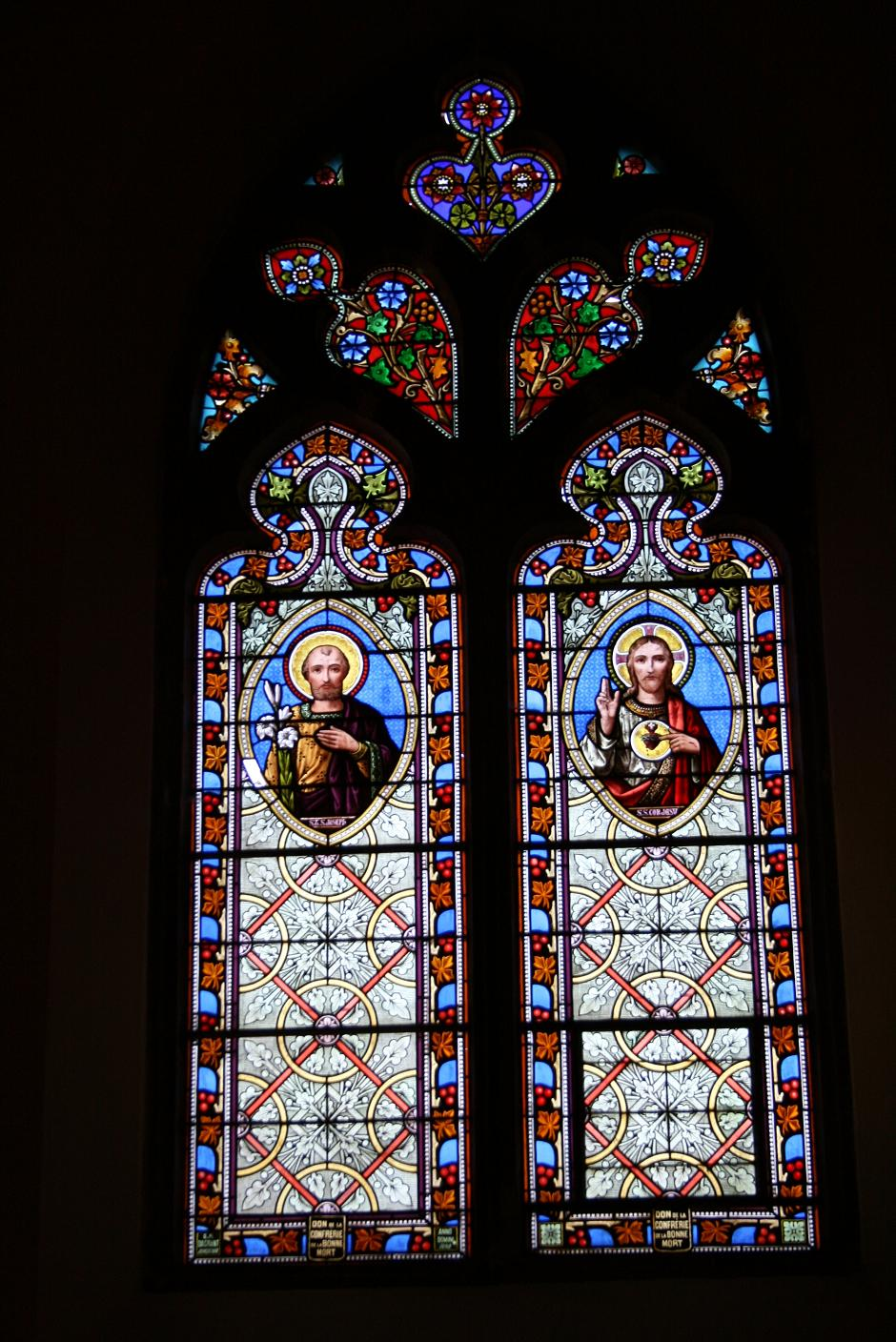
Vitrail latéral.
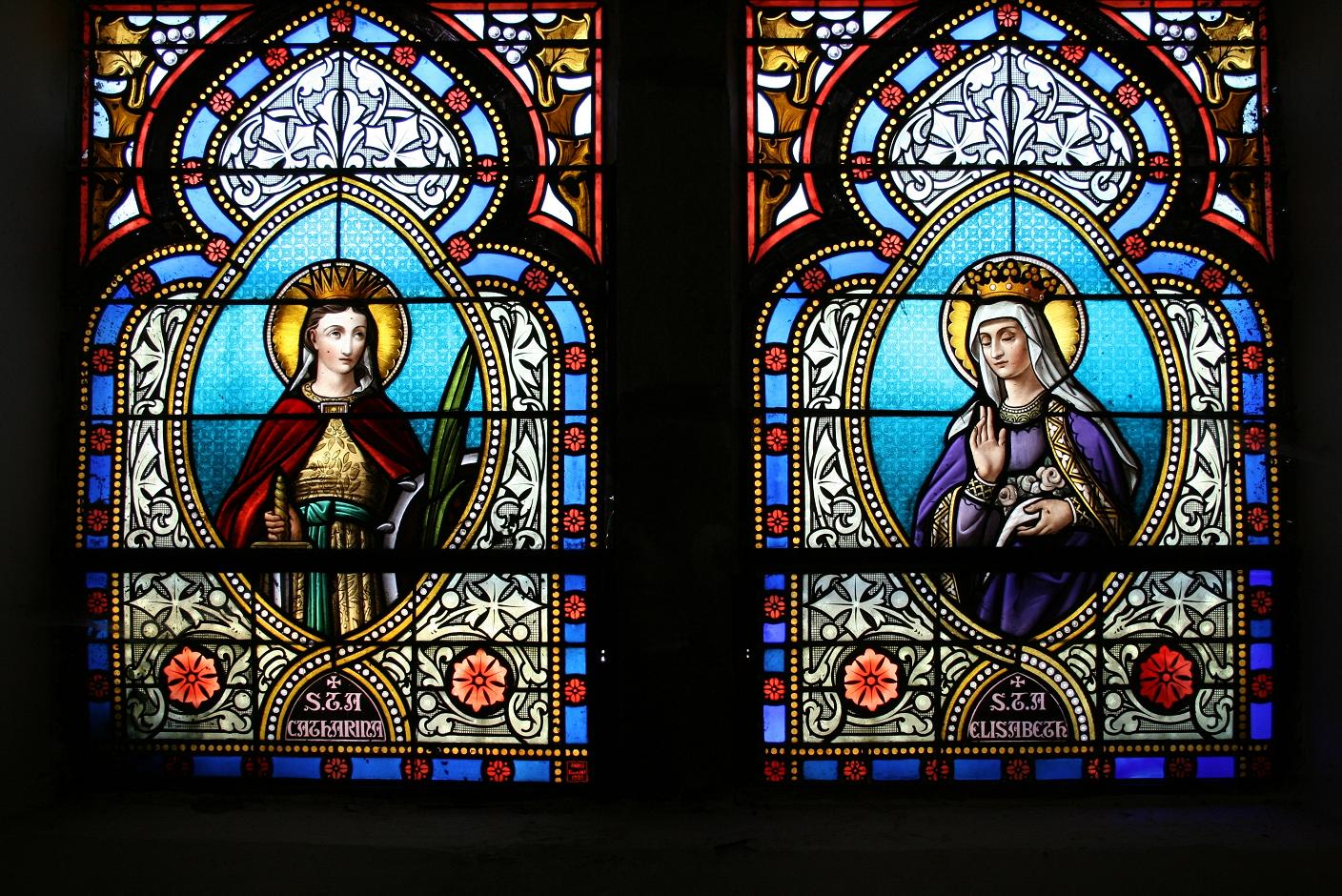
Détail de vitrail.
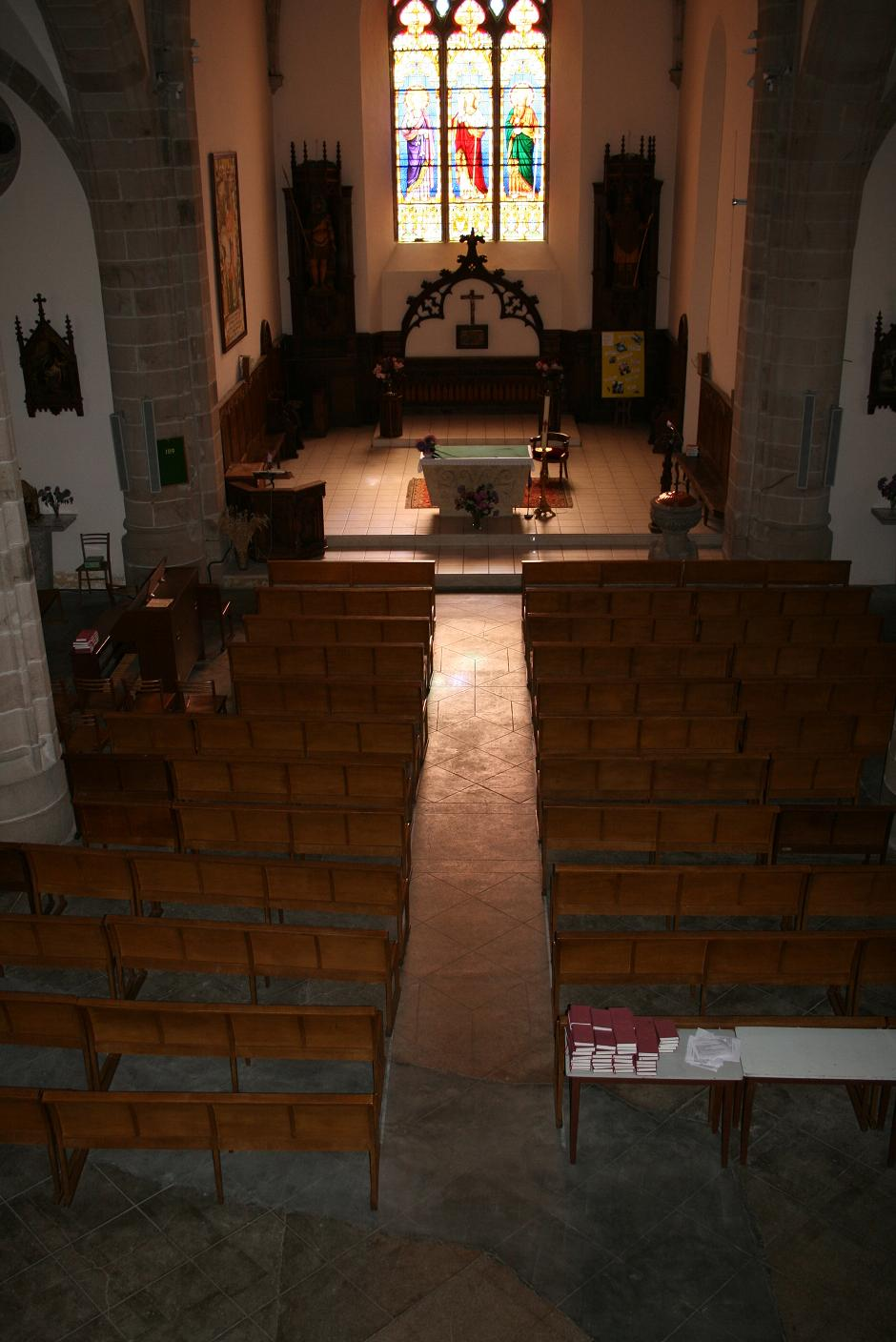
Nef de l'église.
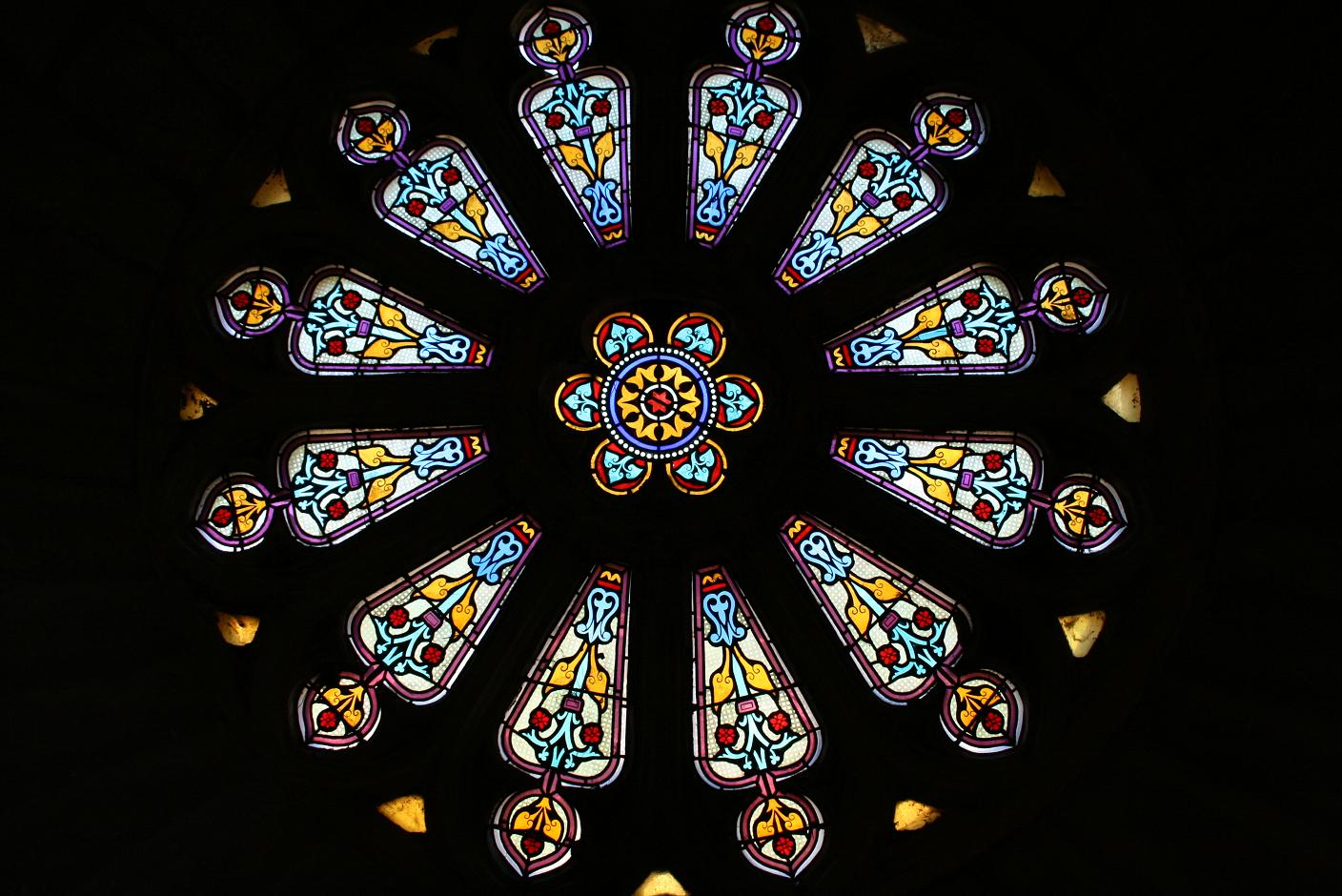
Rosace de l'église.

### Le hameau de Céor
- Église Notre-Dame-de-l'Assomption de Céor.

Le hameau de Céor possède une petite église, dont le clocher servait à l'origine de donjon à un ancien château disparu depuis longtemps. Le village possédait une école et un presbytère. La paroisse est annexe de Taurines, commune de Centrès.

### Personnalités liées à la commune
- François-Régis de Ginestel-Persegals (1756-1826), né à Cassagnes-Bégonhès, homme politique, député de l'Aveyron au Conseil des Cinq-Cents.
- Adrien Cayla-Legrand (1919-2007), acteur français . Il a été actif au cinéma entre 1958 et 1986, né à Cassagnes-Bégonhès.

### Héraldique
| Blason de la ville | Coupé : au 1er parti au I de gueules au léopard lionné d'or et au II d'argent au lion de gueules, au 2e d'argent au lion de sable. |